# Asistence (organizace)
Asistence, o.p.s. je česká nevládní nezisková organizace, která poskytuje sociální služby lidem s tělesným a kombinovaným postižením.
Zakladatelkou Asistence, o.p.s. je Mgr. Vlasta Stupková. Předsedkyní správní rady byla do roku 2022 Klára Šimáčková Laurenčíková. V její funkci ji nahradil Jan Kroupa. Ředitelem je Mgr. Erik Čipera.
Asistence, o.p.s. se v létě 2019 přestěhovala z Vyšehradu na Žižkov.

## Vznik a zaměření
Asistence, o.p.s. vznikla v roce 1995 v Praze a je registrovaným poskytovatelem sociálních služeb, konkrétně
osobní asistence a sociální rehabilitace. V současnosti[kdy?] poskytuje sociální služby více než 250 klientům.
Součástí činnosti je i dobrovolnický program a vzdělávání osobních asistentů a asistentek.
Jejím mottem je „Obecně prospěšná společnost Asistence rozpouští vnitřní a vnější bariéry v životě lidí s postižením.“

## Aktivity
- Osobní asistence

Asistence, o.p.s. poskytuje službu osobní asistence lidem s tělesným a kombinovaným postižením ve věku od 16 let na území hlavního města Prahy. Pracuje formou řízené asistence, kterou organizují koordinátoři. Úvodní zácvik nových asistentů zajišťují instruktoři. Asistence, o.p.s. poskytuje ročně cca 73 000 hodin osobní asistence více než  100 klientům a klientkám.
- Sociální rehabilitace

Posláním služby sociální rehabilitace je umožnit dospívajícím a dospělým lidem s tělesným a kombinovaným postižením ve věku 16-64 let, aby se začlenili do života v běžné společnosti a komunitě. Sociální rehabilitace v Asistenci, o.p.s. se skládá ze dvou programů: Sociální rehabilitace a case management. Podpora je poskytována formou konzultací, skupinových programů, ale i přímé podpory “v terénu” na území hl. města Prahy a je poskytována bezplatně.
V rámci programu sociální rehabilitace vznikly projekty Spolubyt a Bezbabyty.cz, které se snaží řešit problém špatné dostupnosti bezbariérového bydlení v Praze.
- Dobrovolnictví

Dobrovolnický program v Asistenci je určen klientům všech služeb, které organizace poskytuje. Je zacílený na volnočasové aktivity klientů. Ročně stráví okolo 50 dobrovolníků s klienty Asistence cca 6000 hodin.

## Advokační a osvětová činnost
Na podzim roku 2020 spustila Asistence advokační kampaň „Patystupen.cz“, jejímž cílem je zavedení pátého, individualizovaného stupně příspěvku na péči. Tuto kampaň pořádá ve spolupráci se spřáteleným spolkem Děti úplňku. Ve stejné době zahájila také osvětovou kampaň "Svobodně žít", která je tvořena 25 fotoportréty lidí s postižením, jejichž autorem je fotograf Štěpán Lohr.
V lednu 2022 spustila Asistence unikátní pilotní projekt, jehož cílem je po dobu jednoho roku poskytovat pěti lidem s postižením tolik osobní asistence, kolik opravdu potřebují, ne jen na kolik jim vystačí příspěvek na péči. Cílem tohoto projektu je získat reálná data o (ne)dostupnosti péči pro lidi s těžším tělesným postižením a zároveň upozornit na nutnost stávající nevyhovující systém změnit.[zdroj?]
V roce 2024 vytvořila Asistence spolu s režisérkou Olgou Malířovou Špátovou dokumentární film o osobních asistentech „Povolání asistent“.
Od roku 2017 pořádá kampaň „Asistujeme.cz“, jež má za cíl oslovit nové asistenty a asistentky po celé ČR.
V minulosti Asistence iniciovala úspěšnou kampaň „Praha bez bariér“, jejímž cílem bylo odstraňování bariér ve veřejném prostoru, zejména v městské hromadné dopravě.
Rovněž úspěšně usilovala o zvýšení příspěvku na péči pro lidi s postižením.